# Club El Triunfo
Club El Triunfo – paragwajski klub piłkarski z siedzibą w mieście Ypacaraí.
Klub El Triunfo wziął udział w pierwszych mistrzostwach Paragwaju Ligi Centenario, która istniała w latach 1911–1917. Liga Centenario organizowała mistrzostwa do 1917 roku, zmieniając pod koniec nazwę na Liga Asociación Paraguaya de Fútbol. Klub El Triunfo brał udział do końca rozgrywek tej ligi.
Obecnie klub bierze udział w rozgrywkach lokalnej ligi Liga Ypacaraí.